# Franz von Neumann der Ältere

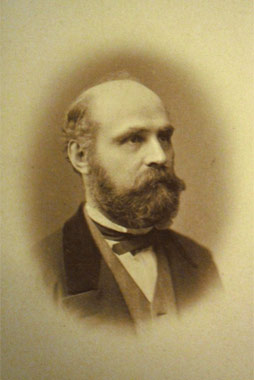
Franz von Neumann der Ältere (1872)

Franz von Neumann der Ältere (* 21. März 1815 in Freudenthal, Österreichisch-Schlesien; † 9. Juli 1888 in Wien) war ein österreichischer Architekt und Kommunalpolitiker.

## Leben
Franz von Neumann war der Sohn des Webermeisters Josef Neumann und dessen Frau Johanna Zapf aus Österreichisch-Schlesien. Über seine Ausbildung und den Zeitpunkt seiner Übersiedlung nach Wien ist nichts bekannt. Er war Bauzeichner bei Baumeister Adolf Korompay und begann 1837 an der Akademie der bildenden Künste Wien Architektur zu studieren. Er beendete dies aber vorzeitig und trat 1839 als Bauadjunkt des Architekten Karl Schleps in die Dienste der Familie Coburg. Sowohl Schleps als auch Korompay arbeiteten damals am Palais Coburg. Lange Jahre war Neumann an diesem Projekt beschäftigt und wurde 1847 auch Herzoglich Coburgischer Architekt.
1861 wurde Neumann Mitglied der Genossenschaft der bildenden Künstler Wiens. Von 1862 bis zu seinem Tod war Neumann als Liberaler Abgeordneter im Wiener Gemeinderat für den 8. Bezirk und gehörte dort wichtigen Kommissionen an. So war er Obmann der Bausektion, Obmann-Stellvertreter der Donaustadt-Kommission, Mitglied der Rathausbau- und Wasserversorgungskommission usw.
1864 erhielt Neumann das Verdienstkreuz des Herzoglich Sächsischen Ernestinischen Hausordens und wurde mit prestigeträchtigen Bauprojekten in Gotha beauftragt. Er sollte dort einen Museumsbau errichten, der sich aber wegen überschrittener Baukosten lange Jahre hinzog. Noch 1876 wurde er mit dem Ritterkreuz 1. Klasse des Herzoglich Sächsischen Ernestinischen Hausordens ausgezeichnet, ehe 1877 die Situation endgültig eskalierte und ihm der Auftrag entzogen wurde. Trotz dieses Desasters tat dies seiner Reputation in Wien keinen Abbruch. Er wurde hier 1881 mit dem Orden der Eisernen Krone 3. Klasse ausgezeichnet und in den Ritterstand erhoben. Er wurde am Wiener Zentralfriedhof bestattet.
Franz von Neumann war seit 1843 mit Josefine Nitsche verheiratet. Zwei seiner Söhne, Franz von Neumann der Jüngere und Gustav Neumann wurden ebenfalls Architekten.

## Werk

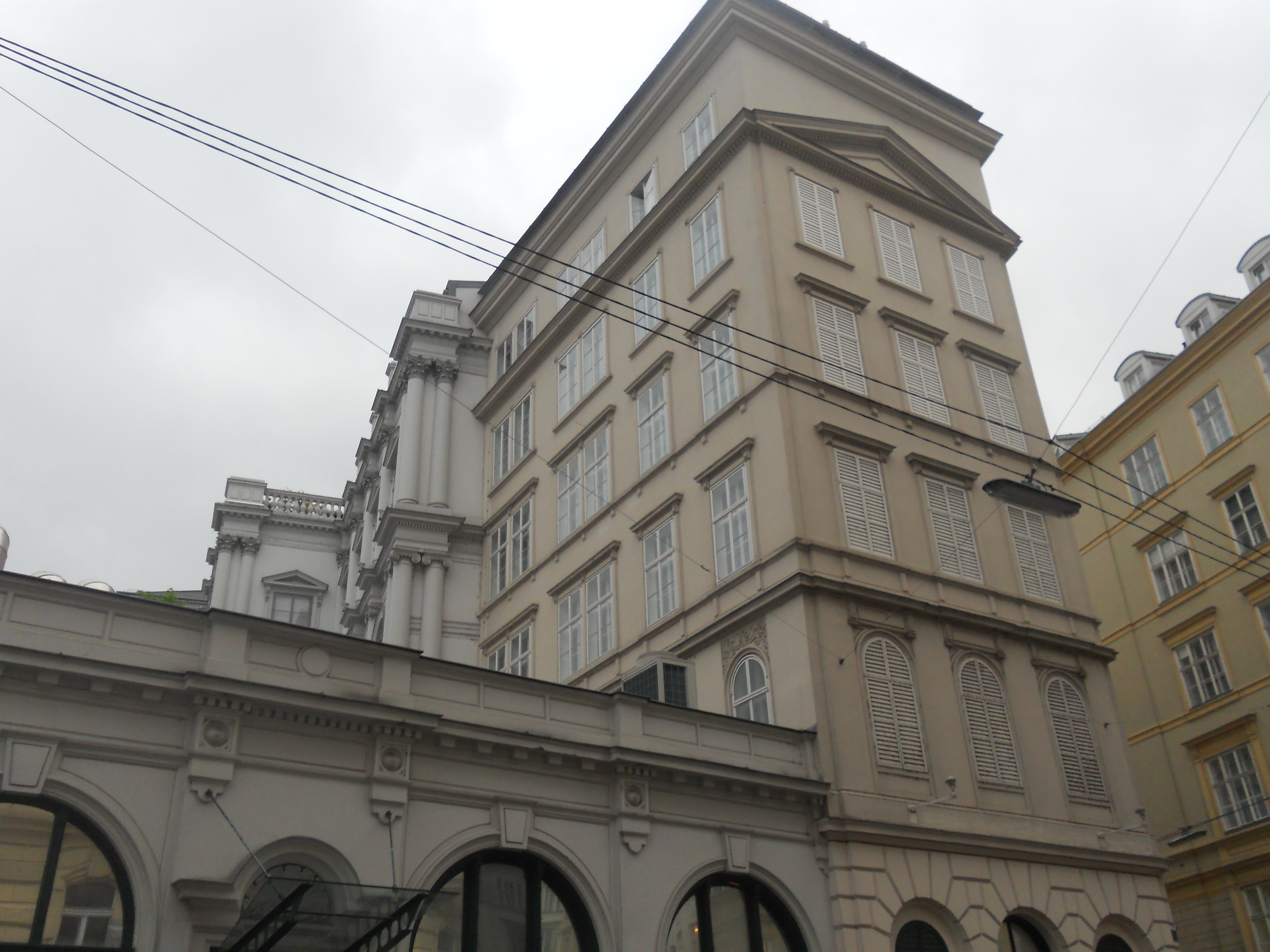
Seilerstätte 1 (1849)

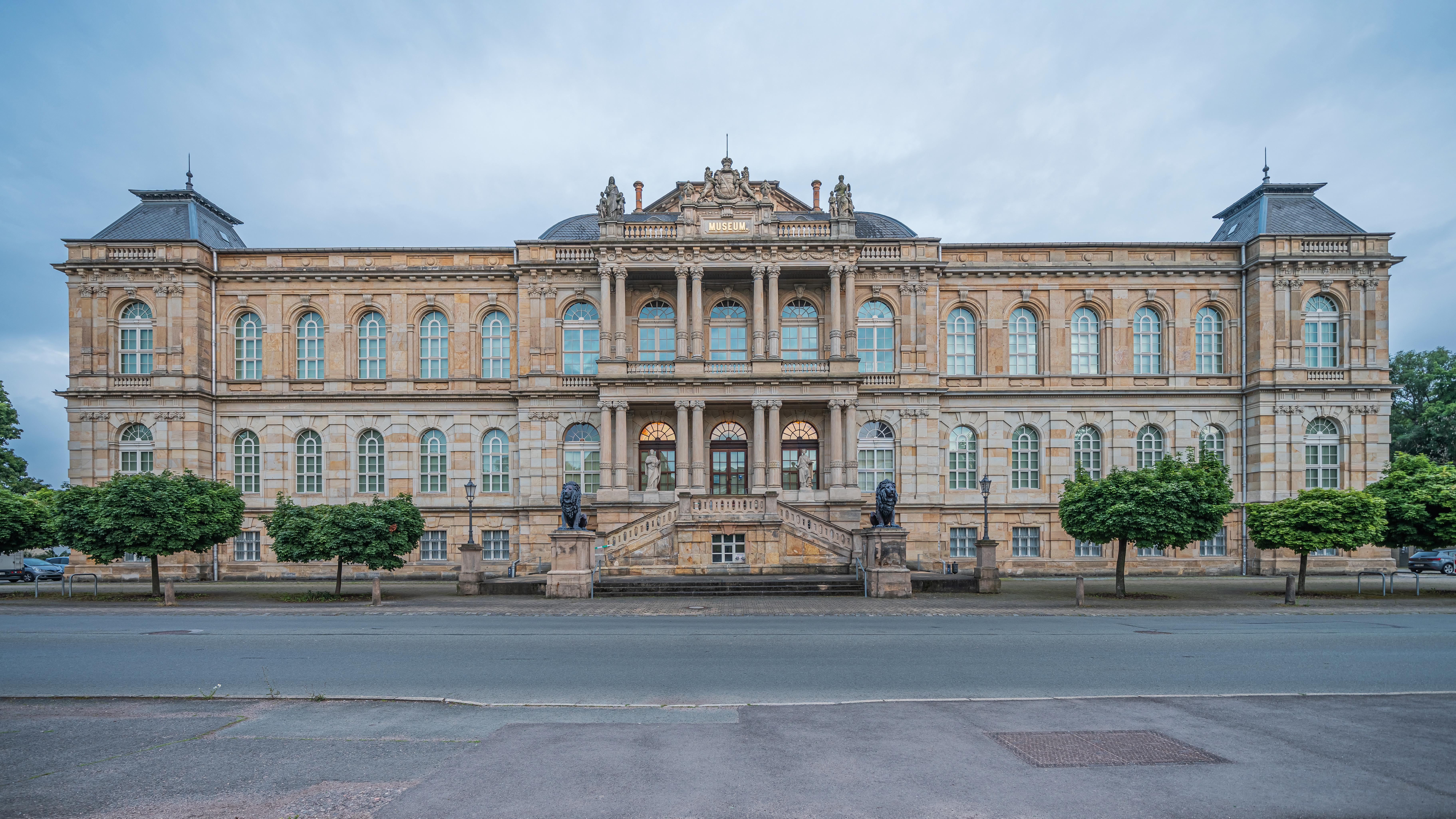
Herzogliches Museum, Gotha (1864–1877)

Franz von Neumann war bis etwa 1852 ausschließlich für das Haus Coburg mit Arbeiten am Palais Coburg beschäftigt. Ab 1864 arbeitete er dann in Gotha an den Herzoglichen Prestigeprojekten. In die Zeit dazwischen fällt seine selbständige Tätigkeit, in der er einige Wohnhäuser in Wien errichtete. Diese folgen dem üblichen spätklassizistischen Schema.
Franz von Neumann wird oft mit seinem gleichnamigen Sohn oder mit Franz Xaver Neumann dem Älteren verwechselt. Seine Bedeutung reicht jedoch nicht an die seines Sohnes heran.
- Koháry-Gruft, Kleinhadersdorf (1840)
- Ausbauten und Umbauten des Palais Coburg, Seilerstätte 3, Wien 1 (ab 1847)
- Innenraumgestaltungen Palais Coburg, Seilerstätte 3, Wien 1 (ab 1847)
- Miethaus, Seilerstätte 1, Wien 1 (1849), innen verbunden mit Palais Coburg
- Wohn- und Geschäftshaus, Florianigasse 19, Wien 8 (1853)
- Familienhaus, Piaristengasse 13, Wien 8 (1857)
- Miethaus, Berggasse 22, Wien 9 (1860)
- Miethaus, Schlickgasse 3, Wien 9 (1860)
- Mietpalais, Türkenstraße 17, Wien 9 (1861)
- Miethaus, Berggasse 24, Wien 9 (1862), abgerissen
- Miethaus, Liechtensteinstraße 15, Wien 9 (1864), mit Eugen Zülzer
- Attikaaufsatz und Figurenbekrönung an Basteifassade des Palais Coburg, Coburgbastei 4, Wien 1 (1864)
- Ausbau eines Schlosses in Gotha, eventuell Umbau von Palais in Mozartstraße / Schöne Allee (1864)
- Herzogliches Museum, Gotha (1864–1877)